# Piekary Śląskie
Piekary Śląskie (udtale: [pʲɛˈkarɨ ˈɕlɔ̃skʲɛ]; schlesisk: Piekary)  er en by i den  centrale  del af  voivodskabet Schlesien i  det sydlige Polen. Byen   har 51.876(2023) indbyggere og et areal på 39,98 km², og er et selvstændigt  bypowiat. 
Piekary Śląskie er en af byerne i 2,7 millioner byområder – Katowice byområde (en) og inden for et større Katowice-Ostrava storbyområde (en) befolket af omkring 5.294.000 mennesker.
Piekary, der ligger ved floden Brynica  (biflod til Wisła) er et åndeligt centrum i Øvre Schlesien, og  er et pilgrimssted for Mariadyrkelsen, og en mineby.

## Historie
Der er to legender om grundlæggelsen af Piekary; ifølge den ene blev den grundlagt i slutningen af det 10. århundrede, og ifølge den anden blev den grundlagt af den polske hersker Kasimir 1. i 1041. Området udgjorde en del af Polen efter statens oprettelse i 900-tallet. Under det latiniserede navn Pecare blev bosættelsen nævnt i et dokument af biskoppen af Kraków Paweł af Przemankowo fra 1277. Som et resultat af det 12. århundredes fragmentering af Polen var det en del af forskellige Piast-regerede hertugdømmer, det sidste var Hertugdømmet Opole indtil 1526. Mellem 1303 og 1318 blev den første kirke og selvstændige sogne oprettet dér. I det 15. århundrede udviklede mineindustrien med  zink og bly  sig, og processen med udvikling af bosættelser begyndte.

### Galleri
- Befrielseshøjen
- Et af kapellerne i Piekary Calvary
- Hellige hjertes kirke
- Historisk hospitalsbygning
- Kapellet for Vor Frues Evige hjælp i Kozłowa Góra
- Facade af gammelt lejebolig med figur af Jomfru Maria